# Rudolf Brunnenmeier
Rudolf Brunnenmeier (11. února 1941, Mnichov - 18. dubna 2003, Olching) byl německý fotbalista, útočník. Byl nejlepším střelcem německé bundesligy 1963/1964, Oberligy Süd 1960/1961 a 1962/1963 i německého fotbalového poháru 1963/1964.

## Fotbalová kariéra
Začínal v týmu TSV 1860 München, se kterým získal v roce 1966 mistrovský titul a v roce 1964 DFB-Pokal. Od roku 1968 působil ve Švýcarsku, nejprve ve druholigovém týmu Neuchâtel Xamax a v sezóně 1972/1973 v FC Curych. Kariéru zakončil v Rakousku v SW Bregenz a v nižší švýcarské soutěži v FC Balzers. V Poháru mistrů evropských zemí nastoupil ve 4 utkáních a dal 2 góly, v Poháru vítězů pohárů nastoupil v 11 utkáních a dal 4 góly a ve Veletržním poháru nastoupil v 6 utkáních a dal 4 góly. Za reprezentaci Německa nastoupil v letech 1964-1965 v 5 utkáních a dal 3 góly.

## Ligová bilance
| Ročník                                  | Zápasy | Góly | Klub             |
| --------------------------------------- | ------ | ---- | ---------------- |
| Fußball-Oberliga Süd 1960/1961          | 29     | 23   | TSV 1860 München |
| Fußball-Oberliga Süd 1961/1962          | 30     | 25   | TSV 1860 München |
| Fußball-Oberliga Süd 1962/1963          | 29     | 25   | TSV 1860 München |
| Německá fotbalová Bundesliga 1963/1964  | 29     | 19   | TSV 1860 München |
| Německá fotbalová Bundesliga 1964/1965  | 30     | 24   | TSV 1860 München |
| Německá fotbalová Bundesliga 1965/1966  | 27     | 15   | TSV 1860 München |
| Německá fotbalová Bundesliga 1966/1967  | 21     | 7    | TSV 1860 München |
| Německá fotbalová Bundesliga 1967/1968  | 12     | 1    | TSV 1860 München |
| 2. švýcarská fotbalová liga 1968/1969   | 18     | 11   | Neuchâtel Xamax  |
| 2. švýcarská fotbalová liga 1969/1970   | -      | -    | Neuchâtel Xamax  |
| 2. švýcarská fotbalová liga 1970/1971   | -      | -    | Neuchâtel Xamax  |
| 2. švýcarská fotbalová liga 1971/1972   | 27     | 10   | Neuchâtel Xamax  |
| Švýcarská Super League 1972/1973        | 20     | 4    | FC Curych        |
| Rakouská fotbalová Bundesliga 1973/1974 | 19     | 1    | SW Bregenz       |
| 2. rakouská fotbalová liga 1974/1975    | -      | -    | SW Bregenz       |
| 2. rakouská fotbalová liga 1976/1977    | -      | -    | SW Bregenz       |
| CELKEM Německá fotbalová Bundesliga     | 119    | 66   |                  |
| CELKEM Fußball-Oberliga Süd             | 88     | 73   |                  |
| CELKEM Švýcarská Super League           | 20     | 4    |                  |
| CELKEM Rakouská fotbalová Bundesliga    | 19     | 1    |                  |